# 酒井駒太郎
酒井 駒太郎（さかい こまたろう、明治5年5月6日（1872年6月11日） - 昭和6年（1931年）12月5日）は、鶴岡町（現鶴岡市）職員、園芸家。左衛門尉酒井家分家当主で、庄内柿の始祖酒井調良の長男。庄内藩家老の祖父酒井了明の養子。子に酒井駿次がいる。

## 人物
庄内柿の生みの親である父酒井調良の後を受けて、庄内柿の栽培と苗木の育成に従事し、果樹園芸の諸研究に没頭する。また、全国各地の大学等で柿を主とする園芸指導を行い、自身で育成した庄内柿の苗木を各地に頒布し庄内柿の普及に努めた。柿の名産地として知られる和歌山県（2007年度、収穫量5万2,400トン・全国第1位）や、山形県内陸部、新潟県佐渡郡羽茂町等の柿の木は、すべて駒太郎とその嗣子酒井駿次の出荷した苗木が成長したものである。

## 略歴
- 1872年5月6日、酒井調良の長男として生れる。
- 1907年、日露戦争の戦勝記念として、桜と柳300本を鶴岡公園に植樹する。
- 1911年、役場を退職して自宅で父調良の指導を受けながら庄内柿の栽培に従事し、園芸の諸研究に没頭する。全国各地の大学等で柿を主とする園芸指導を行い、自身で育成した庄内柿の苗木を各地に頒布し庄内柿の普及に努める。
- 1931年12月5日、死去する。享年60。

## 栄典
- 1906年（明治39年）4月1日 - 銀杯一個[1]